# Donald Windham
Donald Windham (Atlanta, 2 luglio 1920 – New York, 31 maggio 2010) è stato uno scrittore statunitense.

## Biografia
Nato e cresciuto ad Atlanta, iniziò a lavorare nelle fabbriche di Coca-Cola subito dopo aver conseguito il diploma e un anno dopo si trasferì a New York con il fidanzato Fred "Butch" Melton. Qui si inserì rapidamente nei circoli intellettuali della città, inizialmente grazie a Lincoln Kirstein, futuro co-fondatore del New York City Ballet, di cui fu assistente editore per la rivista The Dance Index e che poi sostituì quando Kirstein fu arruolato durante la seconda guerra mondiale. Nel 1943 incontrò all'Università di Princeton Sandy Campbell, che fu suo compagno fino alla morte nel 1988.
Nei primi anni 40 conobbe Tennessee Williams, fresco del trionfo di Lo zoo di vetro, con cui scrisse a quattro mani il dramma You Touched Me, tratto dal racconto omonimo di D.H. Lawrence; la pièce fu portata in scena con un discreto successo al Booth Theatre di Broadway con un giovane Montgomery Clift nel ruolo del protagonista. Il rapporto con il drammaturgo, un tempo intimo amico, si sarebbe raffreddato negli anni seguenti e sarebbe giunto al termine dopo la pubblicazione delle memorie di Williams nel 1975, a cui Windham ribatté pubblicando (senza il permesso dell'altro scrittore) la corrispondenza tra loro due.
Più fortunate furono invece le amicizie con altri intellettuali e artisti dell'epoca, tra cui E. M. Forster (che avrebbe scritto l'introduzione alla sua raccolta di racconti The Warm Country nel 1962, e di cui Windham avrebbe pubblicato la corrispondenza), Alice Toklas (la cui corrispondenza con Windham fu pubblicata), Pavel Fëdorovič Čeliščev, Paul Cadmus, Gore Vidal, Christopher Isherwood, George Platt Lynes e, soprattutto, Truman Capote, che Windham immortalò nei suoi libri di memorie Emblems of Conduct (1963) e Lost Friendships: A Memoir of Truman Capote, Tennessee Williams, and Others (1987).
Nel 1950 pubblicò il suo primo romanzo, The Dog Star, a cui seguirono The Hero Continues (1960), Two People (1965) e Tanaquil (1972); i suoi romanzi erano spesso ispirati agli artisti che conosceva personalmente: il drammaturgo protagonista di The Hero Continues sarebbe basato su Williams, mentre Tanaquil è un roman à clef ispirato alla vita di Platt Lynes. Il romanzo Two People sarebbe stato pubblicato anche in Italia nel 1967, edito da Medusa per Mondadori, con il titolo Due vite; l'opera ripercorre la relazione tra un finanziare di New York lasciato dalla moglie e un diciassettenne italiano conosciuto a Roma. La tematica esplicitamente omosessuale portò alla stroncatura del romanzo da parte della critica newyorchese e il rifiuto di Windham di edulcorare o nascondere la propria sessualità (nella vita e nelle opere) finì per ostacolare la sua carriera. Ottenne maggior successo grazie ai suoi libri di memorie e ai racconti brevi pubblicati sul The New Yorker e commissionatagli da William Maxwell.
Morì a Manhattan nel 2010 all'età di 89 anni. Prima di morire istituì i Premi Letterari Windham–Campbell in memoria di sé e del compagno Sandy Campbell; il premio letterario è stato istituito ufficialmente nel 2011 ed è gestito dall'Università Yale.

## Opere tradotte in italiano
- Due vite [Two People], collana Medusa, traduzione di Marina Valente, Mondadori, 1967  [1965].